# No Mercy 2004
No Mercy 2004 è stata la settima edizione dell'evento in pay per view No Mercy, prodotto dalla World Wrestling Entertainment. L'evento, esclusivo del roster di SmackDown!, si è svolto il 3 ottobre 2004 presso il Continental Airlines Arena di East Rutherford. La tagline dell'evento era Business can be Brutal ("L'affare può essere brutale"). Sponsorizzato da Day of Reckoning, No Mercy incassò oltre 700.000 dollari, grazie ai 10.000 biglietti venduti.
Il main event dell'evento fu il Last Ride match per il WWE Championship tra il campione John "Bradshaw" Layfield e The Undertaker, vinto da Layfield. Gli altri due incontri predominanti del'undercard furono John Cena contro Booker T per lo United States Championship, e Big Show contro Kurt Angle.

## Storyline
La faida principale fu quella per il WWE Championship tra il campione John "Bradshaw" Layfield (JBL) e The Undertaker. La costruzione del match iniziò dopo SummerSlam, dove JBL sconfisse The Undertaker per squalifica per mantenere il titolo. Nella puntata di SmackDown! successiva a SummerSlam, JBL indossò un collarino per "vendere" l'infortunio causato dalla Chokeslam di The Undertaker sulla limousine. Nella puntata di SmackDown! del 26 agosto, Orlando Jordan, uno dei soci di JBL, difese il titolo al posto di quest'ultimo contro The Undertaker, e il match su concluse in squalifica a causa di un intervento di JBL e di fatto quest'ultimo mantenne il WWE Championship. Due settimane dopo, il general manager Theodore Long, annunciò che JBL avrebbe difeso il WWE Championship contro The Undertaker in un Last Ride match a No Mercy.
La seconda rivalità principale dell'evento, fu quella per lo United States Championship tra il campione Booker T e lo sfidante John Cena. A SummerSlam, Cena sconfisse Booker T nel primo match della serie dei "migliori cinque" incontri. Nella puntata di SmackDown! del 26 agosto, il secondo match venne vinto da Booker T, portandosi sull'1-1. La notte seguente in un evento dal vivo di SmackDown!, Booker T sconfisse Cena nel terzo match. Nella puntata di SmackDown! del 16 settembre, Cena sconfisse Booker T nel quarto match. La settimana seguente, fu annunciato che l'ultimo match della serie si sarebbe svolto a No Mercy.
Un'altra rivalità predominante dell'evento, fu tra Kurt Angle e Big Show. Nella puntata di SmackDown! del 9 settembre, durante un Lumberjack match tra Kurt Angle e Eddie Guerrero, Big Show fece il suo ritorno interferendo nel match e colpì con una Chokeslam sia Angle che Guerrero. La settimana seguente, a Big Show vennero offerti due contratti:uno per affrontare Eddie Guerrero e l'altro per affrontare Kurt Angle. Big Show, firmò il contratto per affrontare Guerrero. Dopo la firma, Angle e il suo alleato Luther Reigns, gettarono Guerrero fuori dal ring e offrirono a Big Show una stretta di mano. Tuttavia, Show strappò il contratto di Guerrero e firmò quello per affrontare Angle a No Mercy.

## Evento

### Match preliminari
Prima della messa in onda dell'evento, Mark Jindrak sconfisse Scotty 2 Hotty a Sunday Night Heat.
Il primo match fu tra Eddie Guerrero e Luther Reigns. Nelle prime fasi dell'incontro, entrambi i partecipanti si portarono in vantaggio l'uno contro l'altro. Reigns dominò la maggior parte del match, mentre Guerrero cercò di liberarsi dagli attacchi di Reigns. Guerrero colpì Reigns con un manganello ed eseguì poi il Frog Splash su ques'ultimo per vincere il match.
Il match seguente fu quello per il Cruiserweight Championship tra il campione Spike Dudley e lo sfidante Nunzio. Il match iniziò con Nunzio che eseguì un pescado su Dudley. Durante la contesa, ci fu l'interferenza di D-Von Dudley, che spinse Nunzio dalla terza corda. Johnny Stamboli tentò di prevenire un'interferenza di D-Von, permettendo a Bubba Ray di lanciare Nunzio contro uno dei quattro angolo del ring e diede, così, l'opportunità a Spike di schienarlo e mantenere il titolo.
Il terzo match fu tra Billy Kidman e Paul London. Nelle fasi iniziali del match, London colpì Kidman con un running springboard moonsault. Kidman prese il controllo dell'incontro e si focalizzò sulla schiena di London. London tentò di eseguire una powerbomb su Kidman, che intercettò in un sitout facebuster. Kidman eseguì la Shooting Star Press ai danni di London per poi schienarlo e vincere il match.
Il match che seguì fu quello per il WWE Tag Team Championship tra la coppia campione René Duprée e Kenzo Suzuki contro quella formata da Rey Mysterio e Rob Van Dam. Il match iniziò tra Van Dam e Duprée che si portarono in vantaggio l'uno sull'altro. Mysterio ricevette il cambio ed eseguì un diving headbutt, una tornado DDT e una seated senton su Suzuki. Mysterio colpì Suzuki con la 619 e tentò successivamente di eseguire il West Coast Pop, ma Duprée lo fece cadere. Suzuki schienò Mysterio usando le corde e mantenne il titolo.

### Match principali
Il quinto match fu la sfida tra Big Show e Kurt Angle. Inizialmente, Angle venne contato fuori dal ring, ma il general manager Theodore Long ordinò a Angle di continuare il match, altrimenti non avrebbe più combattuto a SmackDown!. Dopo che Angle tornò nel ring, Big Show lo attaccò. Angle prese una sedia d'acciaio, ma Big Show colpì la sedia con un pugno facendola, così, sbattere sul viso di Angle. Mentre Show preparò la Chokeslam, Angle lo intrappolò nella Ankle Lock. Durante la sottomissione, Show si liberò dalla presa e Angle finì per colpire l'arbitro. Big Show eseguì la Chokeslam su Angle e lo schienò per vincere il match.
Il match successivo fu quello per lo United States Championship tra il campione Booker T e lo sfidante John Cena. Nella prima fase del match, Cena e Booker T lottarono fuori dal ring. Cena prese il controllo del match eseguendo un one-handed bulldog e il five knuckle shuffle. Cena tentò di eseguire la F-U che Booker contrattaccò con la Book End. Cena fu in grado di evitare lo Scissors Kick ed eseguì la F-U per poi schienarlo e vincere il titolo.
Il settimo match fu il mixed tag team match tra la coppia formata dai Dudley Boyz (Bubba Ray Dudley e D-Von Dudley) e Dawn Marie contro quella formata da Charlie Haas, Rico e Miss Jackie. Haas eseguì un pointed elbow drop e diede il cambio a Rico, il quale effettuò un moonsault su D-Von, che gli permise di ottenere lo schienamento vincente.
Il main event fu il Last Ride match valevole per il WWE Championship tra il campione John "Bradshaw" Layfield e lo sfidante The Undertaker. Nelle fasi iniziali del match, The Undertaker eseguì su JBL la Old School, la Chokeslam e un leg drop nel bordo del ring. JBL colpì Undertaker con i gradoni d'acciaio e tentò di metterlo all'interno del carro funebre, senza successo. JBL tentò di eseguire un Piledriver su The Undertaker, il quale contrattaccò ed eseguì il Tombstone Piledriver sui gradoni d'acciaio, causando una ferita a JBL. The Undertaker sollevò e portò JBL verso il carro funebre ma Jon Heidenreich uscì dal carro funebre e fece svenire The Undertaker coprendogli la bocca con un panno imbevuto di cloroformio, per metterlo successivamente dentro il carro funebre. All'interno del carro funebre, The Undertaker uscì da esso e attaccò Heidenreich. JBL eseguì la Clothesline From Hell e aiutò Heidenreich a posizione The Undertaker nel carro funebre e vincere il match. Dopo il match nel backstage, Paul Heyman guidò il carro funebre fino al parcheggiò, dove Heidenreich guidò una macchina e colpì il carro funebre causando un'esplosione.

## Conseguenze
Dopo No Mercy, la rivalità tra JBL e The Undertaker si concluse, e JBL ne iniziò una con Booker T. Nella puntata di SmackDown! del 21 ottobre, Booker T che all'epoca era un heel, si congratulò con JBL per la sua vittoria. Nella stessa serata, durante il six-man tag team match tra la coppia composta da Booker T, Rob Van Dam e Rey Mysterio contro quella composta da JBL, Kenzo Suzuki e René Duprée, Booker T schienò JBL e divenne un beniamino del pubblico. La settimana successiva a SmackDown!, Booker T sconfisse Orlando Jordan e ottenne il diritto di affrontare JBL per il WWE Championship a Survivor Series. Alle Survivor Series, JBL sconfisse Booker T e mantenne il titolo.
Nella puntata di SmackDown! del 21 ottobre, Paul Heyman chiese a Theodore Long di sancire un match tra Heidenreich e The Undertaker alle Survivor Series. Long approvò la richiesta e disse che se Heyman avesse voluto lo svolgimento del match, avrebbe dovuto far firmare il contratto a The Undertaker di persona. La settimana successiva, Heyman incontrò The Undertaker in un luogo segreto nel quale dichiarò l'intensione di Heidenreich di volerlo affrontare in un match. The Undertaker firmò il contratto e avvertì Heyman dicendogli che avrebbe sconfitto Heidenreich alle Survivor Series. All'evento, The Undertaker sconfisse Heidenreich con successo.
In seguito alla sua vittoria a No Mercy, John Cena perse lo United States Championship contro Carlito Caribbean Cool, che debuttò a SmackDown!. Successivamente, Carlito assunse Jesús come guardia del corpo, il quale aveva attaccato Cena in un nightclub di Boston. Nella puntata di SmackDown! del 18 novembre, Cena riconquistò lo United States Championship sconfiggendo Carlito. Dopo la conquista del titolo, Cena fece debuttare la versione spinner del titolo e sconfisse Jesús in uno Street Fight match ad Armageddon.

### Recensioni
La Continental Airlines Arena ospita di solito 20.000 persone, ma i posti furono ridotti per l'evento. L'evento, incassò oltre 700.000 dollari con una capacità approssimativa di 10.000 posti – il massimo consentito. No Mercy, aiutò la WWE a guadagnare 24.7 milioni di dollari rispetto ai 18.5 milioni dell'anno precedente, ciò venne confermato il 23 novembre 2004 dalla CEO della WWE, Linda McMahon. Il Canadian Online Explorer diede all'evento un voto di 5 stelle su 10. L'indice d'ascolto fu lo stesso anche nell'edizione dell'anno successivo, il quale fu etichettato come pay-per-view "assolutamente terribile". Il match tra Billy Kidman e Paul London ricevette un voto di 7 stelle su 10, mentre i match Eddie Guerrero contro Luther Reigns, Spike Dudley contro Nunzio, Booker T contro John Cena e il Last Ride match, ottennero tutti 4 stelle su 10. L'evento venne rilasciato in DVD il 9 novembre 2004.

## Risultati
| #    | Incontri                                                                               | Stipulazioni                                       | Durata |
| ---- | -------------------------------------------------------------------------------------- | -------------------------------------------------- | ------ |
| Heat | Mark Jindrak ha sconfitto Scotty 2 Hotty                                               | Single match                                       | —      |
| 1    | Eddie Guerrero ha sconfitto Luther Reigns (con Mark Jindrak)                           | Single match                                       | 13:13  |
| 2    | Spike Dudley (c) (con The Dudley Boyz) ha sconfitto Nunzio (con Johnny Stamboli)       | Single match per il WWE Cruiserweight Championship | 08:44  |
| 3    | Billy Kidman ha sconfitto Paul London                                                  | Single match                                       | 10:33  |
| 4    | Kenzo Suzuki e René Duprée (c) (con Hiroko) hanno sconfitto Rey Mysterio e Rob Van Dam | Tag team match per il WWE Tag Team Championship    | 09:09  |
| 5    | Big Show ha sconfitto Kurt Angle                                                       | Single match                                       | 15:07  |
| 6    | John Cena ha sconfitto Booker T (c)                                                    | Single match per il WWE United States Championship | 10:32  |
| 7    | Charlie Haas, Rico e Miss Jackie hanno sconfitto The Dudley Boyz e Dawn Marie          | Six-person mixed tag team match                    | 08:44  |
| 8    | John "Bradshaw" Layfield (c) ha sconfitto The Undertaker                               | Last ride match per il WWE Championship            | 21:01  |